# Soli (Benin)
Soli ist ein Arrondissement im Departement Zou in Benin. Es ist eine Verwaltungseinheit, die der Gerichtsbarkeit der Kommune Covè untersteht.

## Demographie
Gemäß der Volkszählung von 2013 hatte Soli 4033 Einwohner, davon waren 1930 männlich und 2103 weiblich.

## Geographie und Verwaltung
Das Arrondissement liegt im Süden des Landes und innerhalb des Departements Zou in dessen östlicher Hälfte. Es setzt sich aus den vier Dörfern Abayahoué, Aga, Agossouhoué und Vèmè zusammen.